# Stuntman: Ignition
Stuntman Ignition (Stuntman 2) és el proper videojoc de la continuació del Stuntman per la Xbox 360, PlayStation 3 i PlayStation 2. El 10 de maig del 2006 es va anunciar que THQ va adquirir els drets de la saga Stuntman pels originals publicadors, Atari. També es va anunciar que Paradigm Entertainment estava desenvolupant el videojoc per les consoles de la nova generació. El 29 de setembre del 2006, THQ va parlar per primera vegada sobre el videojoc a Xbox 360 Gamer,.
Va estar llançat els Estats Units el 17 de setembre de 2007, a Austràlia el 27 de setembre de 2007, a Europa el 28 de setembre de 2007 i al Japó el 21 de febrer de 2008. El joc posa el jugador en la pell d'un especialista de cine que ha d'anar completant diferents pel·lícules passant pels llocs atorgats i realitzant les acrobàcies que mana el director. Entre les seves pel·lícules estan: Aftershock, una pel·lícula catastròfica feta a la columbia britànica (Canadà) similar a "Un poble anomenat Dante's Peak", Whoopin' and a Hollerin' 2 una aventura "country" gravada a Tennessee, Strike Force Omega, una pel·lícula d'acció militar gravada Kirguizstan, Overdrive, una pel·lícula policiaca feta a San Francisco, Never Kill Me Again, una pel·lícula d'acció parodia a les del James Bond gravada a la Xina i Night Avenger, una pel·lícula de superherois paròdia a batman i gravada a una ciutat (no se sap quina) molt semblada a Chicago.